# Valencien alicantin
Pour les articles homonymes, voir Alicantin.
Ne doit pas être confondu avec Valencien méridional ou Alacantí.

Carte dialectale du valencien. Les zones de valencien méridional alicantin sont indiquées en vert foncé.

Le valencian alicantin, valencien méridional alicantin, ou simplement alicantin (valencià alacantí, valencià meridional alacantí, alacantí) est le sous-dialecte du catalan valencien parlé dans les comarques méridionales du Pays valencien — Alt Vinalopó, Vinalopó Mitjà, Baix Vinalopó, Alacantí et Baix Segura, à l'exception de la ville de Torre de les Maçanes, et n'incluant donc pas la Marina Baixa qui y est enclavée —, ainsi qu'à la Foia de Castalla, au sud de l'Alcoià et à El Carxe (Murcie),,.
Il se caractérise notamment par la présence de singuliers hispanismes lexicaux et syntaxiques, le maintien de certains archaïsmes et une grande extension de la chute des -d- intervocaliques.

## Statut de sous-dialecte
Le valencien méridional alicantin est souvent envisagé comme sous-dialecte bien identifié du valencien méridional, par exemple dans la division proposée par Joan Veny et l'Institut d'Estudis Catalans ou celle de Jordi Colomina. En revanche, certains chercheurs spécialistes comme Carles Segura et Brauli Montoya Abat, professeurs à l'université d'Alicante, le considèrent comme un sous-dialecte valencien, au même rang que le valencien méridional ou le valencien central,.

## Étendue géographique
La limite méridionale et occidentale est celle du catalan par rapport à l'espagnol : les rivières Segura et Vinalopó. A l'est, elle borde la mer Méditerranée.
La limite septentrionale — avec le valencien méridional — est diffuse, car elle dépend du trait différentiel (ou isoglosse) considéré. De façon générale, l'alicantin couvre le territoire situé au sud de la ligne Biar-Busot, correspondant à la frontière avec la Castille fixée dans le traité d'Almizra de 1244. Il est donc initialement un produit du repeuplement du nord du royaume de Murcie après sa conquête en 1265-1266 et son incorporation définitive au royaume de Valence en 1304-1305. Ce territoire, qui, selon Sanchis Guarner, est resté pendant un certain temps en dehors de la domination musulmane en tant qu'État autonome sous le prince wisigoth Théodemir[précision nécessaire], a ensuite constitué une division administrative appelée « governació d'Oriola », anciennement « governació dellà Xixona » (es)[précision nécessaire].

## Régression historique
Historiquement, le catalan couvrait toute la vallée du Vinalopó (sauf Villena et Saix) et la Huerta d'Orihuela, zones devenues en grande partie hispanophones. Cette régression a conduit à la disparition de la langue dans le Baix Segura, à l'exception de Guardamar, et à l'apparition des enclaves hispanophones d'Elda et d'Aspe-Montforte[précision nécessaire].
Traditionnellement, l'usage du castillan par ces populations a été attribué à l'origine des colons après la conquête du XIIIe siècle. Cependant les recherches contemporaines établissent qu'il est en réalité dû à un repeuplement ultérieur, ayant eu après l'expulsion des morisques en 1609, une thèse renforcée par la documentation attestant de l'usage du catalan à Orihuela jusqu'au XVIe siècle et de l'espagnol depuis le XVIIIe siècle au moins[précision nécessaire]. Ainsi, tandis que de nombreuses villes frontalières devinrent hispanophones, d'autres comme Crevillent et Petrer se consolidèrent comme catalanophones[précision nécessaire].
Au contraire, Villena et Sax faisaient partie de la Castille jusqu'à la constitution de la province d'Alicante en 1836 et n'ont donc jamais été catalanophones.

## Régression moderne
La croissance des villes les plus hispanophones (Elda, Alicante, Orihuela) et le maintien de populations encore catalanophones (Petrer, Santa Pola, Barbarroja) tout au long du XXe siècle crée une dynamique démographique inégale entre les deux langues, à l'image de ce qui se passe dans le reste du domaine linguistique catalan.
Le valencien alicantin est le groupe dialectal catalan avec le plus faible taux de personnes l'identifiant comme leur langue maternelle (entre 0 et 20 %, tandis que dans les régions centrales, de parler valencien méridional, il est d'entre 41 et 50 % ; les données sont indisponibles pour la frange d'Aragon et le roussillonnais). C’est aussi l’une des rares zones où la tendance est négative. Cette tendance à l'extinction linguistique semble être confirmée par Colomina, qui en 1985 ne put trouver de catalanophones âgés de 20 à 30 ans dans la ville d'Alicante.
En revanche, l’Enquête sur l'usage et la connaissance du valencien de 2015 — qui inclut la Marina Baixa mais exclut les communes hispanophones — révèle que 44 % des personnes interrogées peuvent le parler et 66 % le comprennent (contre 56 % et 77 % dans toutes les comarques de parler valencien). Cependant, 10 % l'utilisent en général ou toujours chez eux et  5 % avec des inconnus (contre 29 % et 17 % respectivement sur tout l'ensemble du territoire valencien).
Avec les comarques valenciennes septentrionales, c'est la région dont les habitants montrent le plus de désaffection envers le valencien : 17 % considèrent qu'il devrait être moins utilisé, contre 35 % qui aimeraient qu'il le soit davantage.

## Caractéristiques générales

### Morphosyntaxe
- Comme en valencien méridional, l'article pluriel, à la fois masculin et féminin, devient « es » devant un mot commençant par une consonne : es bous et es vaques (contre els bous, les vaques)[8],[9] ; selon Montoya Anat, il prend les formes els, les avant les mots commençant par une voyelle : els alacantins, les alacantines[4]  (comme en valencien général et dans la plus grande partie des territoires catalanophones), mais selon Veny et Massanell es est le seul article défini pluriel de l'alicantin : es estrelles contre les estrelles (« les étoiles »)[9].
- Comme dans une grande partie du valencien (particulièrement en valencien central et septentrional), les pronoms faibles restent généralement pleins : me (hésitation avec em autour d'Alicante), te, se (hésitation avec es autour d'Alicante), mo(s), vo(s),[10][5][précision nécessaire], en opposition avec les formes renforcées em, et, es, (e)ns, us[11],[12].
- Maintien de certaines formes archaïques comme naxtre[5][précision nécessaire] (au lieu de nàixer / néixer, « naître »)
- Hispanisation du pronom faible li en se en cas de double pronom enclitique (par exemple di-li-ho > di-se-ho, « dis-le-lui », cf. castillan díselo)[5][précision nécessaire] Ce trait n'apparaît que chez les jeunes des localités de langue valencienne ayant migré vers de grandes localités où l'espagnol est majoritairement parlé. Par exemple, un jeune originaire de Xixona résidant à Alicante.

### Phonétique
- Amuïssement de i [j] dans le groupe -ix(-): caixa, coix, cuixa > [ˈkaʃa], [ˈkoʃ], [ˈkuʃa][13],[14] (« boîte/caisse », « boîteux », « cuisse »). Il s'agit d'un trait commun avec les parlers de la Safor i la Marina Alta[5][précision nécessaire],[15] ;
- Maintien de e [e] dans -eix(-), amuï dans la plus grande partie du valencien (à l'exception de la zone la plus septentrionale) : eixe > [ˈejʃe], contre (e)ixe > [ˈiʃe][16]
- La diphongue [ɔw] évolue en [aw]: bou, ou, pou, moure > [ˈbaw], [ˈaw], [ˈpaw], ['mawɾe][5][précision nécessaire],[13] (« bœuf », « œuf », « puits », « mouvoir »).
- La chute la -d- intervocalique présente dans la quasi totalité du valencien (cridà pour cridada) s'étend au suffixe -uda : grenyuda, vençuda > grenyua, vençua ; phénomène qui s'étend aléatoirement dans un grand nombre d'autres mots (il est systématique selon Veny et Massanell), par exemple : roda, cadira, poder, codony, pudent, seda, didal >  roa, caïra (voire caria après métathèse), poer, cony, puent, sea, dial[5][précision nécessaire],[9],[17] (« roue », « chaise », « pouvoir », « puant », « soie », « dé à coudre »). Dans le Baix Vinalopó, Novelda et à Guardamar, le phénomène s'étend pratiquement à tous les -d- intervocàliques, mais il est plus rare au nord du dialecte (la Torre de les Maçanes, l'Alt Vinalopó, el Pinós)[5][précision nécessaire]. Selon Manuel Sanchis Guarner et Colomina, il s'agit d'un trait définitoire du valencien alicantin[5][précision nécessaire]. Notablement, c'est un trait commun avec le castillan de Villena[5][précision nécessaire]. Toutes ces formes sont considérées comme non recommandables en valencien standard selon l'AVL[18].
- Chute de -s- intervocalique dans le suffique -esa (< latin -ĭtĭa(m)) : grandea, vellesa, fortalesa, riquesa > grandea, vellea, fortalea, riquea (« grandeur », « vieillesse», « qualité de fort, forteresse », « richesse »), formes prédominantes dans une bonne part du valencien excepté les parlers septentrionaux[19]. L'AVL accepte les deux formes dans la prononciation standard et permet les deux graphies à l'écrit dans quelques cas, incluant les quatre exemples donnés ci-dessus[20],[21].
- Chute de -r final la plupart du temps (dans les infinitifs et la majorité des substantifs polysyllabiques[9], ainsi que certains monosyllabes) : flor, ser, dormir > flo, se ser, dormí (« fleur », « être », « dormir »), comme dans l'ensemble du catalan à l'exception de la zone comprise entre Castellón de la Plana et Alcoy[5][précision nécessaire]. La théorie dominante stipule que ce phénomène remonte jusqu'au XVe siècle et se serait donc produit en syntonie avec les parlers catalans au nord de Castellón, mais ne se serait pas consolidé dans le Vinalopó Mitjà avant le XIXe siècle (Sanchis Guarner, Badia, Giner Monfort, Colomina) ; le seul spécialiste divergent avec cette interprétation est Griera (ca) (1933), qui affirme que -r final sensible est une innovation propre du valencien central et méridional, et par suite que la chute de -r final en alicantin serait en réalité la conservation d'un trait archaïque[5][précision nécessaire].
- Comme en valencien septentrional et en valencien de transition, palatalitsation du groupe -tz- (qui n'affecte pas le groupe -tzar et dérivés, qui donne [z] comme en valencien général[22]) : setze ['sedze] > ['seddʒe] ; mais à la différence des autres parlers catalans, gémination de l'élément occlusif de l'attaque consonantique, permettant la distinction entre setze ['seddʒe] et setge ['sedʒe][5][précision nécessaire] (« seize », « siège »).
- Grande extension des phénomènes d'harmonisation vocalique de -a final quand la syllabe antérieure contient une voyelle semi-ouverte ([ɔ], [ɛ]) tonique, qui affecte également les proparoxytons prononcés paroxytons : dona, terra, història, misèria > ['dɔnɔ], ['tɛrɛ], [is'tɔɾjɔ], [mi'zɛɾjɛ] (« femme », « terre », « histoire », « misère »). Ce trait se retrouve dans la plus grande partie du valencien méridional (spécialement à la Marina Alta, la Safor, la Costera, la Vall d'Albaida et le sud de la Ribera) et même ponctuellement en valencien central (à Bétera et Puçol). Un autre trait caractéristique de toutes ces zones, que l'on retrouve en particulier chez les locuteurs les plus âgés et baptisée « harmonie vocalique régressive », consiste en l'extension de l'harmonie vocalique à tous les a consécutifs prétoniques : afecta, parcel·la, calbot, safanòria > [ɛ'fɛktɛ], [pɛɾ'sɛlɛ], [kɔl'bɔt], [sɔfɔ'nɔɾjɔ][23],[24].
- Maintien de /v/ (absence de bêtacisme) et absence de réalisation lénifiée de /b/ même dans des contextes favorables, autrement dit v est toujours prononcé [v] et b toujours prononcé [b], comme en baléare et en valencien général, à la différence de la plus grande partie du domaine linguistique catalan, qui perd l'opposition phonologique et réalise, sans distinguer /v/ et /b/, [b] ou [β] en variantes combinatoires (l'occlusive devenant approximante lorsqu'elle est en position faible, par exemple à l'intervocalique ou entre voyelle et rhotique)[25]. Le bêtacisme gagne toutefois rapidement du terrain chez les jeunes[26].

### Lexique
- Utilisation de l'adverbe de lieu aquí « ici », comme la plupart du domaine linguistique catalan et à la différence du valencien général ací[27],[28].
- Démonstratif astò en substitution de la forme générale et normative açò[29].
- Quantité élevée de castillanismes, surtout hors du Camp d'Alacant (c'est-à-dire la zone la plus proche de la Castille) : hi ha, hi havia (« il y a », « il y avait ») deviennent ha hi, havia sous l'influence du castillan hay, había[5][précision nécessaire] ; llimpiar (« laver, nettoyer ») calqué du castillan limpiar, au lieu d'autres formes plus générales comme llavar, netejar ; à Guardamar, Agost et le Baix et Mitjà Vinalopó, sacar au lieu de traure[5][précision nécessaire] (« tirer, extraire »), llevar au lieu de portar[5][précision nécessaire] (« porter ») ; assul (> [aˈsul], du castillan azul > [aˈθul]) au lieu de blau (« bleu » ; mais pas à Crevillent, Santa Pola et Guardamar)[5][précision nécessaire], niebla au lieu de boira (« brouillard »), mueble pour moble[5][précision nécessaire] (« meuble ») ; mantxa pour taca (castillan mancha)[5][précision nécessaire] (« tache »), etc. Selon Colomina, il s'agit pour la plupart d'innovations remontant au XIXe siècle[5][précision nécessaire].
- À contre-courant de cette tendance, dans la vallée du Vinalopó (comprenant Elche, Crevillent, Guardamar et Santa Pola) sont conservées les formes adverbiales abans, ans (toutes deux des formes standard du catalan général) et denans, remplacés dans le reste du valencien par le castillanisme antes. Également, conservation de dintre en alternance avec dins (« dans »), ainsi que la préposition classique devers (« vers, en direction de »), prononcée [de'ves] (contre la plus commune vers).[réf. nécessaire]